# Samba Diakité
Samba Diakité (Montfermeil, 24 januari 1989) is een Malinees voetballer die bij voorkeur als defensieve middenvelder speelt. Hij verruilde in 2012 AS Nancy voor Queens Park Rangers.

## Clubcarrière

### Nancy
Op 27 december 2009 tekende Diakité een profcontract bij AS Nancy. Op 27 januari 2010 maakte hij zijn profdebuut in de Coupe de France tegen Plabennec. Op 17 april 2010 debuteerde hij in de Ligue 1 tegen Stade Rennais. In totaal speelde hij 41 competitiewedstrijden voor de Noord-Franse club.

### Queens Park Rangers
Op 29 januari 2012 bereikte hij een overeenkomst met het Engelse Queens Park Rangers. De club uit Londen huurde Diakité tot het einde van het seizoen. Op 25 februari 2012 debuteerde hij in de Premier League tegen Fulham. Na 33 minuten al werd hij met een rode prent van het veld gestuurd. Op 31 maart 2012 scoorde hij de winning goal tegen stadsrivaal Arsenal (2-1). Op 27 juni 2012 nam QPR Diakité permanent over. De Malinees tekende een vierjarig contract, terwijl de club 4 miljoen euro betaalde aan diens vorige club AS Nancy.

## Interlandcarrière
Diakité debuteerde op 24 januari 2012 voor Mali op de Africa Cup 2012 tegen Guinea. Mali haalde de halve finales. In totaal speelde hij 5 wedstrijden op het toernooi. Dankzij zijn sterke prestaties op de Africa Cup versierde hij een transfer naar QPR.
1 Dieng ·
2 Kakay ·
3 Wallace ·
4 Dickie ·
5 De Wijs ·
6 Barbet ·
7 Johansen  ·
8 Amos ·
9 Dykes ·
10 Chair ·
11 Austin ·
12 Ball ·
13 Archer ·
14 Thomas ·
15 Field ·
16 McCallum ·
17 Dozzell ·
19 Gray ·
20 Dunne ·
21 Willock ·
22 Odubajo ·
32 Walsh ·
33 Barnes ·
34 Duke-McKenna ·
37 Adomah ·
Coach: Warburton